# Wojniwka (obwód połtawski)
Wojniwka (ukr. Войнівка) – wieś na Ukrainie, w obwodzie połtawskim, w rejonie połtawskim. W 2001 liczyła 542 mieszkańców, wśród których 534 jako ojczysty język wskazało ukraiński, 6 rosyjski, 1 białoruski, a 1 inny.